# 1883 en philosophie
Chronologie de la philosophie
- 1879
- 1880
- 1881
- 1882
- 1883
- 1884
- 1885
- 1886
- 1887

L’année 1883 a été marquée, en philosophie, par les événements suivants :

## Publications
- Début de la publication de la première édition de Ainsi parlait Zarathoustra (Also sprach Zarathustra), de Friedrich Nietzsche.

## Naissances
- 23 février : Karl Jaspers, philosophe allemand-suisse, mort en 1969.
- 15 juillet : Louis Lavelle, philosophe français, mort en 1951.

## Décès
- 14 mars : Karl Marx, philosophe allemand, né en 1818.